# 埃里克十四世王冠

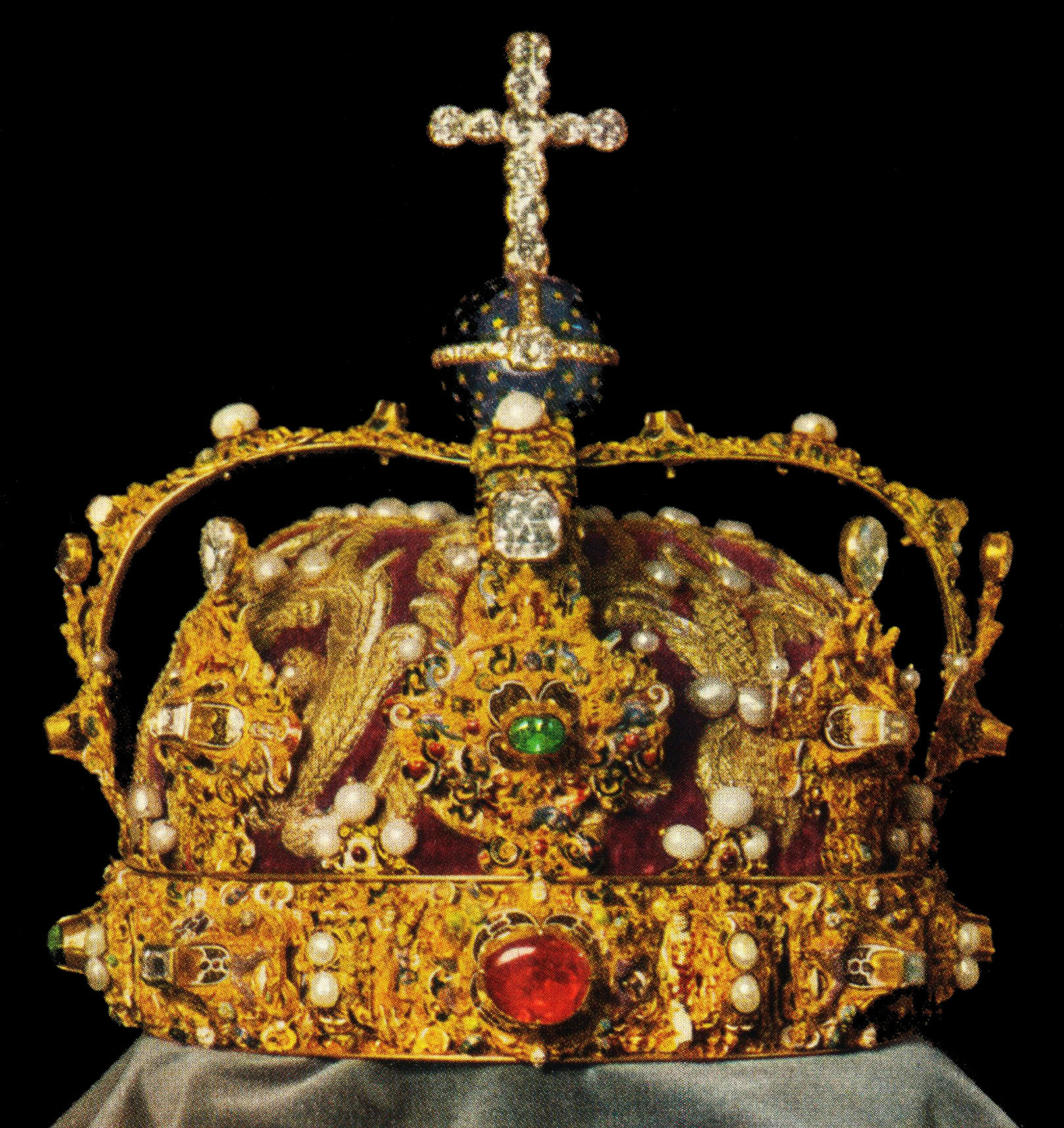

埃里克十四世王冠是瑞典国王埃里克十四世为了自己在1561年的登基仪式而制作的，该王冠制作于斯德哥尔摩。 1970年测量时，其质量为1715克，直径23.7厘米。 